# Alteración del campo energético
La alteración del campo energético o perturbación del campo energético es un concepto pseudocientífico que surge de la medicina alternativa. Los partidarios de este concepto creen que se trata de la alteración de un biocampo metafísico -cuya existencia nunca ha sido demostrada- que impregna el cuerpo, cuya alteración resulta en una mala salud emocional o fisiológica. Este concepto suele estar relacionado con el toque terapéutico o la imposición de manos ya que estos se usan como "tratamiento para el mismo.

## Inclusión en NANDA y controversia
La Asociación de Diagnóstico de Enfermería de América del Norte (NANDA) reconocía en el pasado (hasta 1994) el diagnóstico de "Campo de energía perturbado". Antes de que se implementara una regla que requiere un requisito mínimo por evidencia en la literatura antes de aceptar un nuevo diagnóstico. Posteriormente tarde, NANDA informó que había recibido comentarios que cuestionaban la validez de este diagnóstico, incluidas las críticas del escéptico James Randi. Con base en esta retroalimentación, NANDA comunicó que reevaluaría este diagnóstico basándose en la evidencia científica actual.
El diagnóstico de "Campo de energía perturbado" se eliminó de la taxonomía de la NANDA en la décima edición de Diagnósticos de enfermería: Definiciones y clasificación 2015-2017, con la explicación de que "... todo el sustento en la literatura que se proporciona actualmente para este diagnóstico se refiere a la intervención más que al diagnóstico de enfermería en sí mismo".
A pesar de que la existencia del "campo energético" que el toque terapéutico dice tratar no ha sido demostrada y que los supuestos beneficios del mismo no están respaldados por ninguna evidencia científica. En la undécima edición de NANDA International Nursing Diagnoses: Definitions & Classification, 2018-2020, el diagnóstico regresó bajo el nombre de "Desequilibrio del campo de energía".